# The Challenge: Rivales III
The Challenge: Rivales III es la vigésima octava (28) temporada del reality de competencia de MTV, The Challenge, Siendo la última parte de la trilogía "Rivales" con las temporadas Rivales (2011) y Rivales II (2013), marcando la tercera trilogía del programa (después de las series Infierno y Gauntelete). Fue filmada en Huatulco, México y Mendoza, Argentina durante noviembre y diciembre de 2015, con exparticipantes del elenco de The Real World, The Challenge, y Are You the One? compitiendo. Esta temporada marca la primera vez (desde la temporada 11) en no incluir a ningún miembro original de las temporadas Carne Fresca o Carne Fresca II.
A diferencia de las dos entregas anteriores de la serie Rivales, que presentaba parejas del mismo género, Rivales III vio un cambio de formato, con parejas masculinas/femeninas que tuvieron amargas disputas, peleas o relaciones tensas en temporadas anteriores de Real World, The Challenge, y Are You the One? (similar a la serie Batalla de los Exes). A diferencia de las otras temporadas, solo el equipo ganador del desafío de cada semana podía decidir qué equipo enfrentaría al equipo del último lugar en la ronda de eliminación. La temporada se estrenó con un episodio especial de 90 minutos el 4 de mayo de 2016, y concluyó el 3 de agosto de 2016 con el especial de Reunión.
Lisa Fletcher reemplazó al veterano productor de The Challenge Justin Booth como productor ejecutivo esta temporada. Booth había sido productor ejecutivo desde la temporada 15.

## Elenco
Anfitrión: T. J. Lavin, BMX rider
| Participantes masculinos    | Programa original                              | Resultado      |
| --------------------------- | ---------------------------------------------- | -------------- |
| Johnny "Bananas" Devenanzio | The Real World: Key West                       | Ganador        |
| Vince Gliatta               | The Challenge: Batalla de las Lineas de Sangre | Segundo Puesto |
| Devin Walker-Molaghan       | Are You the One? 3                             | Tercer puesto  |
| Dario Medrano               | Are You the One? 2                             | Episodio 13    |
| Wes Bergmann                | The Real World: Austin                         | Episodio 12    |
| Nathan "Nate" Siebenmark    | Are You the One? 2                             | Episodio 11    |
| Cory Wharton                | Real World: Ex-Plosion                         | Episodio 10/11 |
| Jamie Banks                 | The Challenge: Batalla de las Líneas de Sangre | Episodio 9     |
| Tony Raines                 | Real World: Esqueletos                         | Episodio 8     |
| Nelson Thomas               | Are You the One? 3                             | Episode 7      |
| Thomas Buell                | Real World: Ex-Plosion                         | Episodio 6     |
| Johnny Reilly               | The Real World: Portland                       | Episodio 5     |
| Brandon Tindel              | Are You the One? 2                             | Episodio 4     |
| Leroy Garrett               | The Real World: Las Vegas (2011)               | Episodio 2     |

| Participantes femeninos | Programa original                              | Resultado      |
| ----------------------- | ---------------------------------------------- | -------------- |
| Sarah Patterson         | The Real World: Brooklyn                       | Ganadora       |
| Jenna Compono           | Real World: Ex-Plosion                         | Segundo puesto |
| Cheyenne Floyd          | Are You the One? 3                             | Tercer puesto  |
| Nicole Ramos            | The Challenge: Batalla de las Líneas de Sangre | Episodio 13    |
| Nany González           | The Real World: Las Vegas (2011)               | Episodio 12    |
| Christina LeBlanc       | Are You the One? 2                             | Episodio 11    |
| Ashley Mitchell         | Real World: Ex-Plosion                         | Episodio 10/11 |
| KellyAnne Judd          | The Real World: Sydney                         | Episodio 9     |
| Camila Nakagawa         | Vacaciones de Primavera Challenge              | Episodio 8     |
| Amanda Garcia           | Are You the One? 3                             | Episodio 7     |
| Simone Kelly            | Are You the One? 1                             | Episodio 6     |
| Jessica McCain          | The Real World: Portland                       | Episodio 5     |
| Briana LaCuesta         | Are You the One? 2                             | Episodio 4     |
| Averey Tressler         | The Real World: Portland                       | Episodio 2     |

### Equipos
| Miembro masculino           | Miembro femenino  | Equipo            | Resultado      |
| --------------------------- | ----------------- | ----------------- | -------------- |
| Johnny "Bananas" Devenanzio | Sarah Patterson   | Bananas & Sarah   | Ganadores      |
| Vince Gliatta               | Jenna Compono     | Vince & Jenna     | Segundo puesto |
| Devin Walker-Molaghan       | Cheyenne Floyd    | Devin & Cheyenne  | Tercer puesto  |
| Dario Medrano               | Nicole Ramos      | Darío & Nicole    | Episodio 13    |
| Wes Bergmann                | Nany González     | Wes & Nany        | Episodio 12    |
| Nathan "Nate" Siebenmark    | Christina LeBlanc | Nate & Christina  | Episodio 11    |
| Cory Wharton                | Ashley Mitchell   | Cory & Ashley     | Episodio 10/11 |
| Jamie Banks                 | KellyAnne Judd    | Jamie & KellyAnne | Episodio 9     |
| Tony Raines                 | Camila Nakagawa   | Tony & Camila     | Episodio 8     |
| Nelson Thomas               | Amanda Garcia     | Nelson & Amanda   | Episodio 7     |
| Thomas Buell                | Simone Kelly      | Thomas & Simone   | Episodio 6     |
| Johnny Reilly               | Jessica McCain    | Johnny & Jessica  | Episodio 5     |
| Brandon Tindel              | Briana LaCuesta   | Brandon & Briana  | Episodio 4     |
| Leroy Garrett               | Averey Tressler   | Leroy & Averey    | Episodio 2     |

## Formato
Cada equipo participa en numerosos desafíos (a veces llamados "misiones"), seguidos de una ronda de eliminación: "La jungla". El equipo ganador de cada desafío está a salvo de la eliminación, mientras que el finalista se envía automáticamente a La Jungla. El equipo ganador también se gana el derecho de elegir dos equipos que se enfrentarán al último clasificado en La Jungla. Antes de la eliminación, los dos equipos nominados por el equipo ganador participan en un sorteo de eliminación en el que los cuatro participantes extraen una de las tres calaveras blancas o una calavera negra de una bolsa (similar a la temporada de Agentes Libres). Si un participante dibuja una calavera negra, su equipo se enfrentará al finalista de La Jungla.
A diferencia de las temporadas originales de Rivals y Rivals II , que presentaban parejas del mismo género, no se otorga dinero a un finalista específico de género después de cada misión, ya que esta temporada presenta parejas masculinas/femeninas. Al final de la temporada, tres equipos competirán en el desafío final por una parte de un premio de $ 350,000: el equipo del primer lugar gana $ 275,000, el segundo lugar gana $ 50,000 y el tercer lugar gana $ 25,000. Sin embargo, en el episodio 13, un giro reveló que un compañero tiene la opción de guardar todo el dinero para sí mismo o compartirlo con su compañero.

## Rivalidad de pretemporada
Al igual que con las dos primeras temporadas de Rivales, Rivales III combina individuos que han tenido relaciones o interacciones agrias o al menos tensas antes de la temporada. A diferencia de las dos primeras temporadas de Rivales, que presentaron parejas del mismo género, esta temporada presenta parejas masculinas/femeninas . A continuación se presentan todos los equipos de Rivales III y explica por qué se han emparejado y denominado "rivales". La historia de animosidad y/o expresiones abiertas de hostilidad de cada equipo se detalla a continuación:
- Bananas & Sarah: Los dos estuvieron en Batalla de los Exes II con una larga amistad y una alianza que duró muchas de sus últimas temporadas. Durante esa temporada, sin embargo, Sarah jugó el juego para ganar, y junto con su compañero Jordan Wiseley, luchó para eliminar su competencia más dura del juego cada vez que se presentaba la oportunidad, alineándose astutamente con dos equipos de poder en lados políticos opuestos, Bananas (y Nany) y Wes (y Theresa). Después de que Bananas volvió a entrar de "Ex-ile", continuaron trabajando juntos hasta que Sarah nombró a Bananas para la eliminación final del Domo, dejando a Bananas aturdido. Bananas y su compañera Nany perdieron en el Domo y fueron eliminados justo antes de la final.
- Brandon & Briana: Briana no estuvo de acuerdo con la forma en que Brandon estaba jugando el juego durante su aparición en Are You The One? 2, especialmente con la falta de voluntad de Brandon para separarse de Christina. Brandon luego juzgó a Briana por hacer casi lo mismo con su aventura con Curtis Hadzicki.[6][9] Irónicamente, Brandon y Briana son la pareja perfecta del otro.
- Cory & Ashley: La pareja se conoció como compañeros de cuarto durante su temporada original de Real World: Ex-Plosion . Se llevaron bien hasta que Ashley se emborrachó y le faltó el respeto a Cory diciéndole que podía comprar a su familia. Después de esa noche, continuaron en malos términos. Después de que Ashley enfrentó desacuerdos con muchos compañeros de casa, dijo que solo se quedaría si los otros compañeros de cuarto la querían allí. Cory fue una de las cuatro compañeras de casa en votar a Ashley, lo que condujo a su partida voluntaria.[10][11]
- Dario & Nicole: Los dos tuvieron una gran discusión con un grupo de personas en Batalla de las Lineas de Sangre donde Darío intentó votar a la prima de Nicole, Nany, en El Hoyo.[12][13]
- Devin & Cheyenne: Los dos se metieron en múltiples peleas en Are You The One? 3, como resultado de que Cheyenne tomara excepción de la forma en que Devin trataba a las mujeres en la casa (especialmente a Kiki Cooper).[6][14]
- Jamie & KellyAnne: Los dos se involucraron en una disputa verbal durante la Batalla de las Líneas de Sangre, después de que Anthony Cuomo, primo de KellyAnne, perdió un desafío a propósito ("Too Clingy") en un intento fallido de salvar a KellyAnne de El Hoyo. También se rumorea que los dos se han metido en muchos otros argumentos.[15][16]
- Johnny & Jessica: Jessica nunca se llevó bien con Johnny y Averey Tressler durante su temporada original en The Real World: Portland, ya que a Jessica se le llamó al atención numerosas veces por sus compañeros de reparto. Jessica también se puso del lado de Nia Moore durante una noche tensa entre Nia y Averey. Se metieron en múltiples peleas verbales donde Johnny hizo comentarios denigrantes sobre el peso de Jessica, llamándola un "defecto", y Jessica se burló del pequeño pene de Johnny. Esta pelea finalmente la hizo llorar y posteriormente la hizo llorar varias veces; y después de un espectáculo, Johnny desaprobó la negatividad de Jessica por condenar el comportamiento de Nia en la casa. Su rivalidad continuó en Agentes Libres, donde Jessica votó por Johnny para entrar en la ronda de eliminación (que fue cancelada debido a la inesperada partida de Frank Sweeney).[17][18][19]
- Leroy & Averey:  Leroy y Nia Moore eliminaron a Averey y Johnny Reilly en Batalla de los Exes II. En un episodio de la temporada posterior, Leroy declaró que creía el lado de la historia de Johnny sobre la ruptura de Johnny y Averey, diciendo en el escenario que ella era una mentirosa.[6][20]
- Nate & Christina: Los dos comenzaron a acercarse en su temporada de Are You The One? 2, con la sensación de que podrían ser una pareja perfecta. Sin embargo, cuando se descubrió que no lo eran, la facilidad con la que Christina decidió regresar a Brandon Tindel enfureció a Nate, lo que provocó que la menospreciara y afirmara que sus sentimientos por él nunca fueron reales. Christina, a su vez, comenzó una relación real con Brandon.[6][21]
- Nelson & Amanda: Durante Are You the One? 3, Nelson fue rechazado por el comportamiento ruidoso y desagradable de Amanda. También se había puesto del lado de otro compañero que se había vuelto agresivo con Amanda debido a su comportamiento y su negatividad a dejar sola a otra persona.[22]
- Thomas & Simone: La pareja participó en un altercado verbal durante la Batalla de los Exes II, que contó con Simone salpicando bebidas en la cara de Thomas. Esta pelea no se emitió en la temporada real, pero se mostró en el tráiler de Battle of the Exes II. Se reveló que la pelea había terminado porque Thomas no se ocupó de sus asuntos y Simone se enojó.[6][23]
- Tony & Camila: Los dos tuvieron una discusión verbal en Batalla de las Líneas de Sangre después de que Camila fue informada por su hermana, Larissa Nakagawa, que Tony llamó a Larissa "baja, débil, y que ella sería la primera persona eliminada del juego". Tony se defendió llamándolo mentira, pero luego confesó que estaba siendo sarcástico. La pelea se intensificó cuando Nicole Ramos salió en defensa de las hermanas Nakagawa, y Nany González salió en defensa de su línea de sangre Nicole. La pelea se detuvo con Tony alejándose y Camila llorando porque no quería que su hermana fuera intimidada por nadie.[24][25]
- Vince & Jenna: Jenna estaba molesta con Vince durante la Batalla de las Líneas de Sangre. Vince (y su línea de sangre Bananas) también envió a Jenna (y a su línea de sangre Brianna Julig) en todas las eliminaciones posibles, y finalmente, Jenna siempre regresó y llegó más lejos en el juego que Vince.[6][26]
- Wes & Nany: Los dos estaban en equipos rivales en Batalla de los Exes II . El compañero de Wes y Nany, Johnny Bananas, luchó por la supremacía dentro del juego. Como resultado, Wes y Theresa González enviaron a Nany y Bananas al Domo contra sus amigos y aliados, Leroy Garrett y Nia Moore. Nany y Bananas fueron eliminados, pero luego volvieron a entrar al juego a través del giro "Batalla de los exiliados". Más adelante en el juego, Wes y Theresa fueron enviados a una eliminación contra Leroy y Nia. Durante la eliminación de "Pelea de pasillo", Wes resultó herido después de ser topado por Leroy, a lo que Nany se rio y se burló de Wes como venganza por su animosidad anterior en el juego..[27][28][29]

## Desafíos

### Desafíos diarios
- Dame algo de holgura: Una plataforma está suspendida a 400 pies sobre el océano. Una serie de cinco calaveras cuelga de la plataforma. Las chicas se colocan hacia afuera en una tabla, frente a los cráneos colgantes, mientras que sus parejas masculinas se colocan en el otro lado de la plataforma, sosteniendo una cuerda que se une a la parte posterior de sus parejas femeninas. El objetivo es que cada niña se incline hacia adelante y recupere tantos cráneos como sea posible, o en el menor tiempo posible, y deposite los cráneos en el cubo de su equipo. Cada cráneo sucesivo se vuelve más difícil de alcanzar para cada niña, y un equipo queda descalificado si la compañera se cae de la tabla. El equipo que recupere la mayor cantidad de calaveras gana, mientras que el finalista se envía automáticamente a LA Jungla.[6]
  - Ganadores: Vince & Jenna
- Ropa sucia: Los equipos se colocan en un poste dentro de una bañera gigante. El poste está cubierto con una pastilla de jabón. Cada equipo debe usar la fricción con sus cuerpos (de manera sugerente) para erosionar el jabón y revelar cuatro números en la rueda. Luego, cada equipo corre hacia un "tendedero" y un balde lleno de camisetas con números, y deben cavar a través del balde, luego encontrar las cuatro camisetas con los números correctos, luego colgar las camisetas en un tendedero.[22]
  - Ganadores: N/A (Nate & Christina, Wes & Nany o  Tony & Camila)[n. 7]
- Salir en una extremidad: Una estructura, con cuatro plataformas, está suspendida a 30 pies sobre el agua. Cada equipo debe avanzar al unísono de plataforma en plataforma utilizando una barra oscilante y tocar el timbre al final de la última plataforma. Cada plataforma sucesiva se vuelve más y más difícil de alcanzar para cada equipo. El equipo que avance más lejos o toque el timbre en el tiempo más rápido gana, mientras que el equipo del último lugar se envía automáticamente a La Jungla.[30][31]
  - Ganadores: Cory & Ashley
- Vueltas del juicio: al igual que un juego de "¿Prefieres ...?", Los equipos tienen dos opciones en cinco puntos de control. Después de completar cada punto de control, cada equipo toma una ficha y corre cuesta arriba y tiene que escalar una pared. Después de poner su ficha en el estante de su equipo designado, tienen que correr cuesta abajo y repetir el proceso. El primer equipo en obtener las cinco fichas gana el desafío.
  - Ronda 1: ¿Prefieres ... comer cerebros? o comer bolas? Los equipos tienen que elegir entre comer cerebros de vaca o testículos de toro.
  - Ronda 2: ¿Prefieres ... enrollarlo? o rockearlo? Los equipos deben elegir entre atar y tirar en un tambor de 150 lb. o lanzar y aterrizar cinco rocas en la parte superior de un tambor.
  - Ronda 3: ¿Prefieres ... tener sueño? o estar cansado? Los equipos deben elegir entre llevar un colchón tamaño queen hasta la colina o cargar cinco neumáticos cuesta arriba.[n. 8]
  - Ronda 4: ¿Prefieres ... construir un puente? o construir una casa? Los equipos deben elegir entre completar un puente o una casa con piezas de rompecabezas de tangram.
  - Ronda 5: ¿Prefieres ... comer un pastel de cumpleaños? o estar en tu traje de cumpleaños? Los equipos deben elegir entre comer un pastel de cumpleaños completo o correr desnudos por el camino pavimentado.[32]
  - Ganadores: Bananas & Sarah
  - Descalificados: Tony & Camila[n. 9]
- Camino a ningún sitio: una plataforma, con una pista de aterrizaje, está suspendida a 400 pies sobre el océano. Cada equipo monta un carro hacia el final de la pista, donde hay una serie de banderas verdes, amarillas y rojas. Los compañeros de equipo intentan recolectar tantas banderas como sea posible, antes de salir de la plataforma. Cada bandera vale una serie de puntos: 5 puntos para el verde, 10 puntos para el amarillo y 15 puntos para el rojo; Las dos últimas banderas de colores son más difíciles de recuperar para cada equipo. El equipo que acumule la mayor cantidad de puntos en el tiempo más rápido gana, mientras que el finalista se envía automáticamente a La Jungla.[33]
  - Ganadores: Nate & Christina
  - Descalificados: Jamie & KellyAnne
- Despierto toda la noche: Los socios tienen que pararse uno al lado del otro en el sitio de la jungla en cajas durante la noche, y memorizar ciertos detalles de los eventos que ocurren, que incluyen la actuación de una banda de mariachis, un camión de tacos y un hombre incendiándose. Una vez que suena una bocina de aire, cada equipo debe bajar a una caja más pequeña, lo que lo hace más difícil debido a la falta de sueño. No se permite sentarse ni inclinarse, y el primer equipo que tiene un jugador que se cae o se baja de las cajas se envía automáticamente a la jungla. Cuando llega la mañana, los equipos intentan resolver un rompecabezas basado en los eventos de la noche anterior. El primer equipo en resolver correctamente su rompecabezas está a salvo de la eliminación y gana $ 1,000 cada uno. El equipo ganador también selecciona dos equipos para realizar un viaje de un día con ellos y está a salvo de la jungla.[34][35]
  - Ganadores: Bananas & Sarah
  - Seguros: Cory & Ashley y Vince & Jenna
- Llévelo a la tumba: Antes de este desafío, todas las chicas estaban separadas de sus parejas masculinas, y en secreto hicieron una serie de preguntas con respecto a sus compañeros concursantes (similar a "Frenemies" de Rivals II ), y fueron "enterradas vivas" en la arena en ataúdes (similar a "I Dig You" de The Gauntelete III), que están etiquetados por sus fechas de nacimiento. Cuando todos sus compañeros masculinos llegan al desafío, el anfitrión TJ Lavin les hace una serie de preguntas triviales a los chicos, y el objetivo de los chicos es hacer coincidir las respuestas de sus compañeros femeninos en un pedazo de cartón. Una respuesta correcta le permite a un chico avanzar y acercarse más a sacar a su compañera de su tumba. Si la respuesta es incorrecta, ese tipo se queda quieto. Una vez que un chico ha sacado a su compañera de su tumba, corren a tocar una campana. El primer equipo en tocar el timbre gana, mientras que el equipo del último lugar se envía automáticamente a la jungla.[36]
  - Ganadores: Dario & Nicole
- Captura y liberación: Un par de estructuras están suspendidas a 30 pies sobre el agua. Las chicas se colocan en la parte superior de una estructura, mientras que sus parejas masculinas se colocan debajo de ellas. Las chicas comienzan a balancear una bolsa atada a una cuerda, y tienen que ganar suficiente impulso para que sus compañeros vayan sobre las bolsas y se balanceen de una plataforma a otra, donde cuelgan una serie de banderas amarillas. El proceso continúa durante diez minutos, y el hombre que agarra más banderas gana para su equipo, mientras que el equipo del último lugar es enviado automáticamente a la Jungla.[37]
  - Ganadores: Bananas & Sarah
- Cerrando la brecha: Los equipos tienen que construir un puente utilizando tablas con recortes de varias formas. Antes de obtener acceso a los tablones, cada compañero debe completar una serie de tareas: trenzar / desenredar una cuerda y completar 30 saltos consecutivos con una cuerda de saltar, mientras tiene que moverse al unísono y unirse en un poncho. Después de completar una tarea, hay tres conjuntos diferentes de tablas que son piezas de rompecabezas en las que los equipos tienen que determinar dónde colocarlas en su puente designado. El primer equipo en completar su puente gana, mientras que el último lugar se envía automáticamente a la jungla..[38]
  - Ganadores: Bananas & Sarah

### Desafíos de la Jungla
- Respaldar: los equipos tienen que trepar por una pared mientras se enfrentan, transferir cerámica de cerámica en sus regazos y depositar la cerámica en una red de carga a través de un agujero en la parte superior de la pared. Si un equipo deja caer una pieza de cerámica, tiene que comenzar de nuevo a nivel del suelo. El primer equipo en depositar tres piezas de cerámica a través de su agujero designado en la pared gana.[7]
  - Jugado por: Johnny & Jessica vs. Devin & Cheyenne
- Peso para mí: los chicos usan un sistema de poleas conectado a su pareja femenina al otro lado de la pared. El objetivo es que las mujeres memoricen un rompecabezas de azulejos en la parte superior de la pared y lo unan en la parte inferior de la pared. El primer equipo en completar su rompecabezas gana.[31]
  - Jugado por: Nelson & Amanda vs. Johnny & Jessica
- Relájese: los equipos tienen que construir un rompecabezas, con una serie de tablas y discos de madera, mientras se mueven hacia adelante y hacia atrás desde una tina de hielo. Para comenzar, cada equipo se sienta en la bañera durante un minuto, luego intenta apilar sus piezas de rompecabezas hasta que alcance la altura en su estación designada. Si el rompecabezas no se resuelve en dos minutos, los equipos deben regresar a su tina de hielo por otro minuto, el proceso continúa hasta que el primer equipo para resolver correctamente su rompecabezas gana.[33]
  - Jugado por: Jamie & KellyAnne vs. Nelson & Amanda
- Escúchame: los equipos participan en un partido de fútbol dentro de una gran plaza, con los ojos vendados. Jugado en rondas del mismo género y el mejor de tres, cada jugador es guiado por sus compañeros, que están parados fuera de la arena. El primer equipo en ganar dos rondas gana. En caso de empate después de las dos primeras rondas, se produce un lanzamiento de moneda para determinar qué género compite en la ronda de desempate.[35]
  - Jugado por: Wes & Nany vs. Jamie & KellyAnne
- Hacer girar:  jugadores hacen girar un torniquete atado a una cuerda, con sus compañeros suspendidos sobre el suelo. Cuando un jugador hace girar el carrete al nivel del suelo, la cuerda se tensa, lo que hace que sea más difícil para su compañero aferrarse a su barra transversal que está unida a una línea de vida. El objetivo es que el jugador suspendido sobre el suelo se aferre a su barra transversal más tiempo que su oponente. El equipo que gana dos rondas gana..[37]
  - Jugado por: Nate & Christina vs. Cory & Ashley
- Sueños rotos: las chicas ponen en marcha un carrete que está conectado a un ariete. Sus compañeros masculinos usan un par de cuerdas unidas al ariete y apuntan el ariete para balancearse hacia una serie de nueve ventanas en una pared. Los compañeros de equipo tienen que sincronizarse para usar la altura adecuada para romper las nueve ventanas. El primer equipo en romper las nueve ventanas gana.[37]
  - Jugado por: Wes & Nany vs. Nate & Christina
- Visión del túnel: los jugadores de cada equipo deben gatear a través de un túnel en la arena, luego intentar cruzarse en el medio, luego correr hacia el lado opuesto para tocar una campana y ganar un punto para su equipo. Jugado en series del mismo género, el primer equipo en ganar dos puntos gana.[38]
  - Jugado por: Dario & Nicole vs. Wes & Nany
- No me hagas vino, Argentina: los equipos tienen que transferir seis barriles de vino de un viñedo a un estante de barriles de vino. Cada equipo tiene que resolver correctamente un acertijo en el podio de su equipo antes de correr hacia el viñedo, y luego transportar los barriles de vino pesados a los bastidores. El primer equipo en transferir todos sus barriles a los bastidores gana.[39]
  - Jugado por: Bananas & Sarah vs. Dario & Nicole

### Desafío Final
Antes del desafío final, TJ Lavin anunció que no solo cada equipo competiría contra los otros equipos, sino que también tendrían que competir contra sus compañeros a través de una serie de puntos de control. A cada vencedor del equipo se le presentaría una elección final al final del juego: dividir el dinero con su compañero o tomarlo todo para sí mismo.
El primer punto de control implicaba desenredar los cables en espiral. Sarah terminó primero y tuvo que regresar y ayudar a Bananas. Colectivamente, terminaron el punto de control primero con Vince y Jenna en segundo lugar, y Devin y Cheyenne en último lugar. Vince y Jenna llegaron primero al segundo puesto de control. El punto de control era un juego de memoria gigante. Bananas terminó primero y consiguió el punto, y una vez más, Bananas y Sarah fueron el primer equipo en completar el punto de control. Vince y Jenna fueron segundos con Devin y Cheyenne una vez más en el último. El punto de control 3 era un rompecabezas bidimensional de tamaño real. Vince terminó primero pero tuvo que ayudar a Jenna a terminar, así que Bananas y Sarah fueron en realidad el primer equipo en terminar el tercer punto de control. Sarah terminó antes de Bananas, así que entendió el punto. Vince terminó antes que Jenna. Cheyenne terminó antes de que Devin finalmente obtuviera un punto en comparación con los dos de Devin. Vince y Jenna superaron a Bananas & Sarah en una carrera posterior para terminar el primer día. Para finalizar el día, cada miembro del equipo se turnaba para permanecer despierto durante la noche (el miembro del equipo que permaneció despierto más tiempo ganó 2 puntos). El segundo día consistió en comer alimentos brutos para ganar puntos, y luego escalar el resto de la montaña hasta la línea de meta. Al final del día dos, Bananas y Sarah tomaron el primer lugar (Bananas tenía más puntos), Vince y Jenna tomaron el segundo lugar (Vince tuvo más puntos) y Devin y Cheyenne terminaron en el último lugar (Devin tuvo más puntos). El último punto de control consistió en escalar una montaña, y el equipo que llegó a la cumbre primero fue el ganador de Rivales III .
Los Ganadores de The Challenge: Rivales III: Bananas y Sarah (Bananas tuvo la mayor cantidad de puntos al final y decidió quedarse con todo el dinero).
- Segundo lugar: Vince y Jenna (Vince tuvo la mayor cantidad de puntos al final y decidió dividir el dinero con Jenna).
- Tercer lugar: Devin y Cheyenne (Devin tuvo la mayor cantidad de puntos al final y decidió dividir el dinero con Cheyenne)

## Resumen del juego

### Tabla de eliminación
| 1/2   | Give Me Some Slack      |                   | Vince & Jenna    |                                                          | Johnny & Jessica                                         |                                                          | Brandon & Briana                                         |                                                          | Brandon & Briana                                         |                                                          | Devin & Cheyenne                                         | Respaldar                                                |                                                          | Johnny & Jessica                                         |                                                          | Devin & Cheyenne                                         |     |     |
| 1/2   | Give Me Some Slack      | Devin & Cheyenne  | Vince & Jenna    |                                                          | Johnny & Jessica                                         |                                                          |                                                          |                                                          | Brandon & Briana                                         |                                                          | Devin & Cheyenne                                         | Respaldar                                                |                                                          | Johnny & Jessica                                         |                                                          | Devin & Cheyenne                                         |     |     |
| 3     | Ropa Sucia              | N/A               | N/A              | N/A                                                      | N/A                                                      | N/A                                                      | N/A                                                      | N/A                                                      | N/A                                                      | N/A                                                      | N/A                                                      | N/A                                                      | N/A                                                      | N/A                                                      | N/A                                                      | N/A                                                      |     |     |
| 4/5   | Salir en una extremidad |                   | Cory & Ashley    |                                                          | Johnny & Jessica                                         |                                                          | Nelson & Amanda                                          |                                                          | Thomas & Simone                                          |                                                          | Nelson & Amanda                                          | Peso para mí                                             |                                                          | Nelson & Amanda                                          |                                                          | Johnny & Jessica                                         |     |     |
| 4/5   | Salir en una extremidad | Thomas & Simone   | Cory & Ashley    |                                                          | Johnny & Jessica                                         |                                                          |                                                          |                                                          | Thomas & Simone                                          |                                                          | Nelson & Amanda                                          | Peso para mí                                             |                                                          | Nelson & Amanda                                          |                                                          | Johnny & Jessica                                         |     |     |
| 6     | Vueltas de juicio       |                   | Bananas & Sarah  |                                                          | Tony & Camila                                            |                                                          | Wes & Nany                                               |                                                          | Wes & Nany                                               | N/A                                                      | N/A                                                      | N/A                                                      | N/A                                                      | N/A                                                      | N/A                                                      | N/A                                                      | N/A | N/A |
| 6     | Vueltas de juicio       | Thomas & Simone   | Bananas & Sarah  |                                                          | Tony & Camila                                            |                                                          |                                                          |                                                          | Wes & Nany                                               | N/A                                                      | N/A                                                      | N/A                                                      | N/A                                                      | N/A                                                      | N/A                                                      | N/A                                                      | N/A | N/A |
| 7     | Camino a ningún sitio   |                   | Nate & Christina |                                                          | Jamie & KellyAnne                                        |                                                          | Nelson & Amanda                                          |                                                          | Devin & Cheyenne                                         |                                                          | Nelson & Amanda                                          | Relájese                                                 |                                                          | Jamie & KellyAnne                                        |                                                          | Nelson & Amanda                                          |     |     |
| 7     | Camino a ningún sitio   | Devin & Cheyenne  | Nate & Christina |                                                          | Jamie & KellyAnne                                        |                                                          |                                                          |                                                          | Devin & Cheyenne                                         |                                                          | Nelson & Amanda                                          | Relájese                                                 |                                                          | Jamie & KellyAnne                                        |                                                          | Nelson & Amanda                                          |     |     |
| 8/9   | Despierto toda la noche |                   | Bananas & Sarah  |                                                          | Wes & Nany                                               |                                                          | Devin & Cheyenne                                         |                                                          | Devin & Cheyenne                                         |                                                          | Jamie & KellyAnne                                        | Escúchame                                                |                                                          | Wes & Nany                                               |                                                          | Jamie & KellyAnne                                        |     |     |
| 8/9   | Despierto toda la noche | Jamie & KellyAnne | Bananas & Sarah  |                                                          | Wes & Nany                                               |                                                          |                                                          |                                                          | Devin & Cheyenne                                         |                                                          | Jamie & KellyAnne                                        | Escúchame                                                |                                                          | Wes & Nany                                               |                                                          | Jamie & KellyAnne                                        |     |     |
| 10/11 | Llévelo a la tumba      |                   | Dario & Nicole   |                                                          | Nate & Christina                                         |                                                          | Cory & Ashley                                            |                                                          | Devin & Cheyenne                                         |                                                          | Cory & Ashley                                            | Hacer girar                                              |                                                          | Nate & Christina                                         |                                                          | Cory & Ashley                                            |     |     |
| 10/11 | Llévelo a la tumba      | Devin & Cheyenne  | Dario & Nicole   |                                                          | Nate & Christina                                         |                                                          |                                                          |                                                          | Devin & Cheyenne                                         |                                                          | Cory & Ashley                                            | Hacer girar                                              |                                                          | Nate & Christina                                         |                                                          | Cory & Ashley                                            |     |     |
| 11    | Captura y liberación    |                   | Bananas & Sarah  |                                                          | Nate & Christina                                         |                                                          | Wes & Nany                                               |                                                          | Devin & Cheyenne                                         |                                                          | Wes & Nany                                               | Sueños rotos                                             |                                                          | Wes & Nany                                               |                                                          | Nate & Christina                                         |     |     |
| 11    | Captura y liberación    | Devin & Cheyenne  | Bananas & Sarah  |                                                          | Nate & Christina                                         |                                                          |                                                          |                                                          | Devin & Cheyenne                                         |                                                          | Wes & Nany                                               | Sueños rotos                                             |                                                          | Wes & Nany                                               |                                                          | Nate & Christina                                         |     |     |
| 12    | Cerrando la brecha      |                   | Bananas & Sarah  |                                                          | Darío & Nicole                                           |                                                          | Wes & Nany                                               |                                                          | Devin & Cheyenne                                         |                                                          | Wes & Nany                                               | Visión de túnel                                          |                                                          | Darío & Nicole                                           |                                                          | Wes & Nany                                               |     |     |
| 12    | Cerrando la brecha      | Devin & Cheyenne  | Bananas & Sarah  |                                                          | Darío & Nicole                                           |                                                          |                                                          |                                                          | Devin & Cheyenne                                         |                                                          | Wes & Nany                                               | Visión de túnel                                          |                                                          | Darío & Nicole                                           |                                                          | Wes & Nany                                               |     |     |
| 13    | N/A                     | N/A               | N/A              | N/A                                                      | N/A                                                      | N/A                                                      | N/A                                                      |                                                          | Devin & Cheyenne                                         |                                                          | Bananas & Sarah                                          | No me hagas vino, Argentina                              |                                                          | Bananas & Sarah                                          |                                                          | Darío & Nicole                                           |     |     |
| 13    | N/A                     | N/A               | N/A              | N/A                                                      | N/A                                                      | N/A                                                      | N/A                                                      |                                                          | Vince & Jenna                                            |                                                          | Darío & Nicole                                           | No me hagas vino, Argentina                              |                                                          | Bananas & Sarah                                          |                                                          | Darío & Nicole                                           |     |     |
| 13/14 | Desafió Final           |                   | Bananas & Sarah  | 2.º puesto: Vince & Jenna; 3.er puesto: Devin & Cheyenne | 2.º puesto: Vince & Jenna; 3.er puesto: Devin & Cheyenne | 2.º puesto: Vince & Jenna; 3.er puesto: Devin & Cheyenne | 2.º puesto: Vince & Jenna; 3.er puesto: Devin & Cheyenne | 2.º puesto: Vince & Jenna; 3.er puesto: Devin & Cheyenne | 2.º puesto: Vince & Jenna; 3.er puesto: Devin & Cheyenne | 2.º puesto: Vince & Jenna; 3.er puesto: Devin & Cheyenne | 2.º puesto: Vince & Jenna; 3.er puesto: Devin & Cheyenne | 2.º puesto: Vince & Jenna; 3.er puesto: Devin & Cheyenne | 2.º puesto: Vince & Jenna; 3.er puesto: Devin & Cheyenne | 2.º puesto: Vince & Jenna; 3.er puesto: Devin & Cheyenne | 2.º puesto: Vince & Jenna; 3.er puesto: Devin & Cheyenne | 2.º puesto: Vince & Jenna; 3.er puesto: Devin & Cheyenne |     |     |

### Progreso del Juego
|  | Bananas & Sarah   | SEGROS  | SEGUROS | SEGUROS | GANAN   | SEGUROS | GANAN   | SEGUROS | GANAN   | GANAN   | JUNGLA  | GANADORES |  |  |  |
|  | Vince & Jenna     | GANAN   | SEGUROS | SEGUROS | SEGUROS | SEGUROS | SEGUROS | SEGUROS | SEGUROS | SEGUROS | SEGUROS | SEGUNDOS  |  |  |  |
|  | Devin & Cheyenne  | ELIM    | JUNGLE  |         | SEGUROS | SEGUROS | SEGUROS | SEGUROS | SEGUROS | SEGUROS | SEGUROS | TERCEROS  |  |  |  |
|  | Dario & Nicole    | SEGUROS | SEGUROS | SEGUROS | SEGUROS | SEGUROS | SEGUROS | GANAN   | SEGUROS | JUNGLA  | ELIM    |           |  |  |  |
|  | Wes & Nany        | SEGUROS | GANAN   | SEGUROS | SEGUROS | SEGUROS | JUNGLA  | SEGUROS | JUNGLA  | ELIM    |         |           |  |  |  |
|  | Nate & Christina  | SEGUROS | GANAN   | SEGUROS | SEGUROS | GANAN   | SEGUROS | JUNGLA  | ELIM    |         |         |           |  |  |  |
|  | Cory & Ashley     | SEGUROS | SEGUROS | GANAN   | SEGUROS | SEGUROS | SEGUROS | ELIM    |         |         |         |           |  |  |  |
|  | Jamie & KellyAnne | SEGUROS | SEGUROS | SEGUROS | SEGUROS | JUNGLA  | ELIM    |         |         |         |         |           |  |  |  |
|  | Tony & Camila     | SEGUROS | GANAN   | SEGUROS | JUNGLA  | SEGUROS | DQ      |         |         |         |         |           |  |  |  |
|  | Nelson & Amanda   | N/A     | SEGUROS | JUNGLA  | SEGUROS | ELIM    |         |         |         |         |         |           |  |  |  |
|  | Thomas & Simone   | SEGUROS | SEGUROS | SEGUROS | DEJAN   |         |         |         |         |         |         |           |  |  |  |
|  | Johnny & Jessica  | JUNGLA  | SEGUROS | ELIM    |         |         |         |         |         |         |         |           |  |  |  |
|  | Brandon & Briana  | SEGUROS | SEGUROS | DEJAN   |         |         |         |         |         |         |         |           |  |  |  |
|  | Leroy & Averey    | ELIM    |         |         |         |         |         |         |         |         |         |           |  |  |  |

Leyenda
     El equipo ganó el desafío final.
     El equipo no ganó el desafío final.
     El equipo ganó el desafío y estuvo a salvo de la jungla.
     El equipo ganó su calor en el desafío, pero el resultado final no fue revelado.
     El equipo no fue seleccionado para la jungla.
     El equipo fue seleccionado para la jungla, pero sacó una calavera blanca y estuvo a salvo.
     El equipo fue seleccionado para la jungla, pero no tuvo que competir.
     El equipo ganó en la jungla.
     El equipo perdió en la jungla y fue eliminado..
     Un competidor fue retirado de la competencia debido a una lesión, por lo que su compañero también fue eliminado.
     Un concursante se retiró de la competencia, por lo que su compañero también fue eliminado.
     El equipo fue descalificado de la competencia debido a un comportamiento violento.

## Episodios
| N.º (total) | N.º (temp.) | Título                                  | Estreno Original    | Audiencia en Estados Unidos (en millones) |
| ----------- | ----------- | --------------------------------------- | ------------------- | ----------------------------------------- |
| 343         | 1           | «Enfrentamiento mexicano»               | 4 de mayo de 2016   | 0.66                                      |
| 344         | 2           | «La maldición del cráneo negro»         | 11 de mayo de 2016  | 0.70                                      |
| 345         | 3           | «Los reemplazos»                        | 18 de mayo de 2016  | 0.73                                      |
| 346         | 4           | «Me voy a casa»                         | 25 de mayo de 2016  | 0.84                                      |
| 347         | 5           | «"Donde están las cosas de trinquete"»  | 1 de junio de 2016  | 0.73                                      |
| 348         | 6           | «La verdad desnuda»                     | 8 de junio de 2016  | 0.74                                      |
| 349         | 7           | «Camilanator: Salvación»                | 15 de junio de 2016 | 0.78                                      |
| 350         | 8           | «Quedate junto a mi»                    | 22 de junio de 2016 | 0.86                                      |
| 351         | 9           | «Que se despierten los perros dormidos» | 29 de junio de 2016 | 0.84                                      |
| 352         | 10          | «Cavando tu propia tumba»               | 6 de julio de 2016  | 0.92                                      |
| 353         | 11          | «Rivales: Guerra Civil»                 | 13 de julio de 2016 | 0.76                                      |
| 354         | 12          | «Matones furiosos»                      | 20 de julio de 2016 | 0.80                                      |
| 355         | 13          | «Uvas. Ira»                             | 27 de julio de 2016 | 0.68                                      |
| 356         | 14          | «Decisión dividida»                     | 3 de agosto de 2016 | 0.72                                      |

### La Reunión
El especial de Reunión se emitió el 3 de agosto de 2016, después del final de la temporada y fue presentado por Nessa . Los miembros del reparto que asistieron a la reunión fueron Bananas, Sarah, Vince, Jenna, Devin, Cheyenne, Darío, Nicole, Wes, Nany, Nate, Cory, Ashley y Camila.